# 한국관광개발연구원
한국관광개발연구원은 관광산업의 지속적인 발전 및 체계적인 개발을 위한 조사연구 활동을 수행함으로써 관광진흥과 국민복리 증진에 기여를 목적으로 1985년 8월 24일 설립된 대한민국 문화체육관광부 소관의 사단법인이다. 사무실은 서울특별시 강남구 대치동 1009-5 (우: 135-851)에 있다.

## 주요 사업
- 관광단지 개발연구
- 관광단지 시설수요 및 경제성 분석
- 관광연감 발행